# وادي قوافل (بلقرن)
وادي قوافل هو واد في سراة بلاد بلقرن في محافظة بلقرن تسيل مياهه من جبل الغرابة حتى يرفد وادي تبالة.